# Lubey
Lubey is een gemeente in het Franse departement Meurthe-et-Moselle (regio Grand Est) en telt 195 inwoners (2005).
De gemeente maakt deel uit van het arrondissement Briey en sinds 22 maart 2015 van het kanton Pays de Briey. Daarvoor hoorde het bij het kanton Briey, dat op die dag opgeheven werd.

## Geografie
De oppervlakte van Lubey bedraagt 3,9 km², de bevolkingsdichtheid is 50,0 inwoners per km².
De onderstaande kaart toont de ligging van Lubey met de belangrijkste infrastructuur en aangrenzende gemeenten.

## Demografie
De figuur toont het verloop van het inwonertal (bron: INSEE-tellingen).